# Rio Kapatchez
La réserve naturelle gérée de Rio Kapatchez est un estuaire et une réserve naturelle de la région de Boké en république de Guinée. Classé site Ramsar depuis novembre 1992, la réserve couvre une superficie de 20 000 ha,.
La zone connaît un envasement important depuis les années 1930.

## Situation géographique
La réserve naturelle gérée de Rio Kapatchez située dans la partie ouest de la Guinée, au nord du Cap Verga et 30 km au sud de Kamsar, entre la Pointe Gonzalez (à l’embouchure du Rio Nunez) et le fleuve Koumba.
Elle porte le nom du fleuve du même nom Rio Kapatchez plus connu sous le nom de Katako, qui se jette dans l'océan Atlantique.
Il s'agit d'une zone humide d'importance internationale de la convention de Ramsar portant le numéro 573 inscrite le 18 novembre 1992.